# Bana
Bana (лат.) — род ктырей из подсемейства Stenopogoninae (короткоусые двукрылые). Южная Африка (Намибия и ЮАР). Крупные мухи с длиной крыла около 15 мм. Общая окраска желтовато-коричневая, внешним видом напоминают пчёл. Голова широкая (ширина вдвое больше высоты на виде спереди); щупики 2-члениковые; голени средней и задней пары ног с хорошо развитыми шпорами. Близок к роду Scylaticus Loew, 1858.
- Bana apicida Londt, 1992 — Намибия
- Bana madiba Londt, 2013 — ЮАР